# Grand Hotel (film)

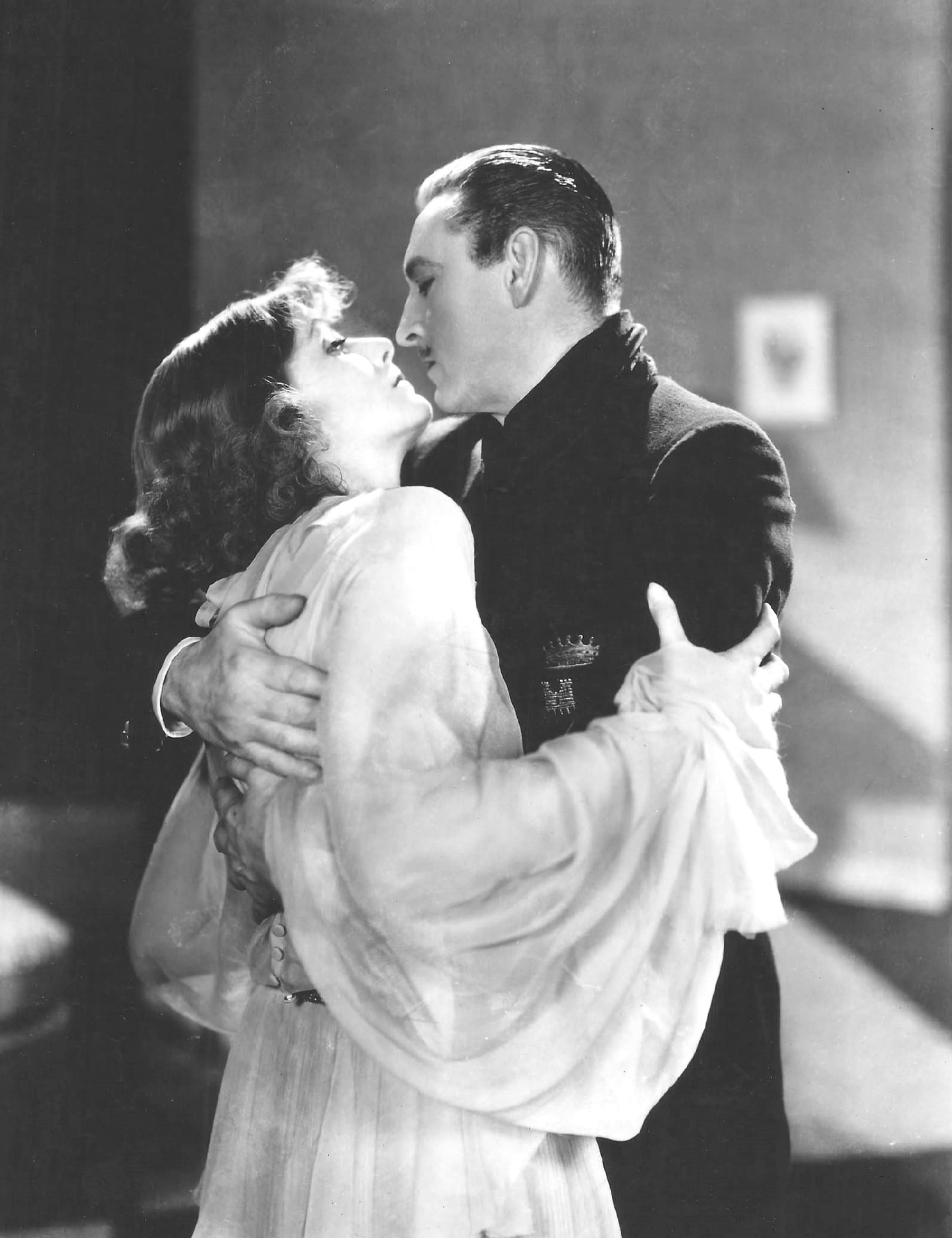
Greta Garbo en John Barrymore in Grand Hotel

Grand Hotel is een Amerikaanse film uit 1932 onder regie van Edmund Goulding. De film is gebaseerd op Vicki Baums roman Menschen im Hotel uit 1929 en het daarop gebaseerde toneelstuk uit 1930. Destijds werd hij in Nederland uitgebracht onder de titel Menschen in het hotel.
Grand Hotel gaat over de belevenissen van een groep mensen tijdens een kort verblijf in een duur hotel in Berlijn. Het is de eerste film uit de filmgeschiedenis waarbij rollen werden gespeeld door verscheidene bekende acteurs, onder wie Greta Garbo, John Barrymore, Joan Crawford, Wallace Beery en Lionel Barrymore. De film behoort tot de succesvolste uit de jaren 30 en is door de jaren heen uitgegroeid tot een klassieker. Hij won een Academy Award voor Beste Film en werd in 2007 geselecteerd door de National Film Registry.

## Verhaal
Het Grand Hotel is het chicste en luxueuste hotel van Berlijn, waar volgens bewoner Dr. Otternschlag mensen komen en gaan, maar nooit iets gebeurt. Een van de gasten is Grusinskaya, een Russische balletdanseres die ooit zeer succesvol was, maar wier populariteit nu dreigt te vervagen. Om die reden heeft ze haar levenslust verloren. Haar aanwezigheid in het hotel gaat niet onopgemerkt voorbij. Baron Felix Benvenuto Freiherr Von Gaigern is een charmante dief die het voorzien heeft op haar diamanten.
Een andere gast is Otto Kringelein, een ziekelijke boekhouder die zojuist te horen heeft gekregen dat hij niet lang meer te leven heeft. De niet zo rijke man is van plan om zijn laatste dagen in absolute luxe door te brengen, waarbij geld geen rol speelt. Deze plannen worden echter verhinderd door zijn baas Preysing, een textielmagnaat die in Berlijn is voor zaken en alle hulp van Kringelein verwacht. Preysings stenografe is Flaemmchen, een jongedame die verliefd wordt op de baron en hem overhaalt om met haar naar een bal te gaan.
Ondertussen sluipt de baron Grusinskaya's kamer in om haar juwelen te stelen, maar zij komt onverwachts terug haar kamer in, waardoor hij genoodzaakt is zich te verstoppen. Hij dacht dat ze een balletuitvoering had, maar ze weigerde op te treden. In haar kamer krijgt ze te horen dat niemand haar heeft gemist. Ze wordt depressief en probeert een einde aan haar leven te maken. Op dat moment verschijnt de baron vanuit het niets en probeert haar te redden door haar de liefde te verklaren. Al snel maken ze plannen om te trouwen in Wenen en brengen ze de nacht met elkaar door.
De volgende dag is Preysing druk bezig met een oneerlijke onderhandeling en probeert hij Flaemmchens omgang met Kringelein tegen te gaan. Kringelein probeert voor de jongedame op te komen, wat uitloopt op een grote ruzie. Flaemmchen komt later tot de ontdekking dat de baron geen interesse meer in haar heeft en ze besluit op dat moment trouw te blijven aan haar zakelijke relatie met Preysing.
De baron probeert ondertussen een einde te maken aan zijn carrière als dief, maar door zijn schulden voelt hij zich genoodzaakt te blijven stelen. Kringelein biedt hem geld aan, maar hij wil het liever eerlijk verdienen met gokken. Hij verliest uiteindelijk al zijn bezittingen aan Kringelein, met als gevolg dat Kringelein zijn geluk niet op kan. De adrenaline die door zijn lijf giert leidt ertoe dat hij instort, waarna de baron zijn kans grijpt en ervandoor gaat met zijn portemonnee. Echter, als hij ontdekt hoe verdrietig de boekhouder is door het verlies, brengt hij het geld terug. Hij probeert later die avond Preysing te beroven, maar die betrapt de baron en vermoordt hem.
Flaemmchen is hier getuige van en schrikt van de moord. Ze keert zich tot Kringelein voor hulp. Preysing smeekt haar om de politie niet te bellen, maar zij luistert niet naar hem en geeft haar baas aan. Na zijn arrestatie accepteert ze een aanbod van Kringelein om met hem naar Parijs te reizen. Ondertussen probeert de dienstmeid van Grusinskaya de dood van de baron te verbergen en vertelt aan Grusinskaya dat de baron op haar zal wachten op het station. In een gelukkige bui over de rooskleurige toekomst die ze met hem ziet vertrekt Grusinskaya, onwetend van zijn overlijden.

## Rolverdeling
| Acteur               | Personage                                 |
| -------------------- | ----------------------------------------- |
| Greta Garbo          | Grusinskaya                               |
| John Barrymore       | Baron Felix Benvenuto Frihern Von Gaigern |
| Joan Crawford        | Flaemmchen                                |
| Wallace Beery        | Generaal-directeur Preysing               |
| Lionel Barrymore     | Otto Kringelein                           |
| Lewis Stone          | Dokter Otternschlag                       |
| Jean Hersholt        | Senf                                      |
| Robert McWade        | Meierheim                                 |
| Purnell Pratt        | Zinnowitz                                 |
| Ferdinand Gottschalk | Pimenov                                   |
| Rafaela Ottiano      | Suzette                                   |
| Morgan Wallace       | Chauffeur                                 |
| Tully Marshall       | Gerstenkorn                               |
| Frank Conroy         | Rohna                                     |
| Murray Kinnell       | Schweimann                                |

## Productie

### Acteurs

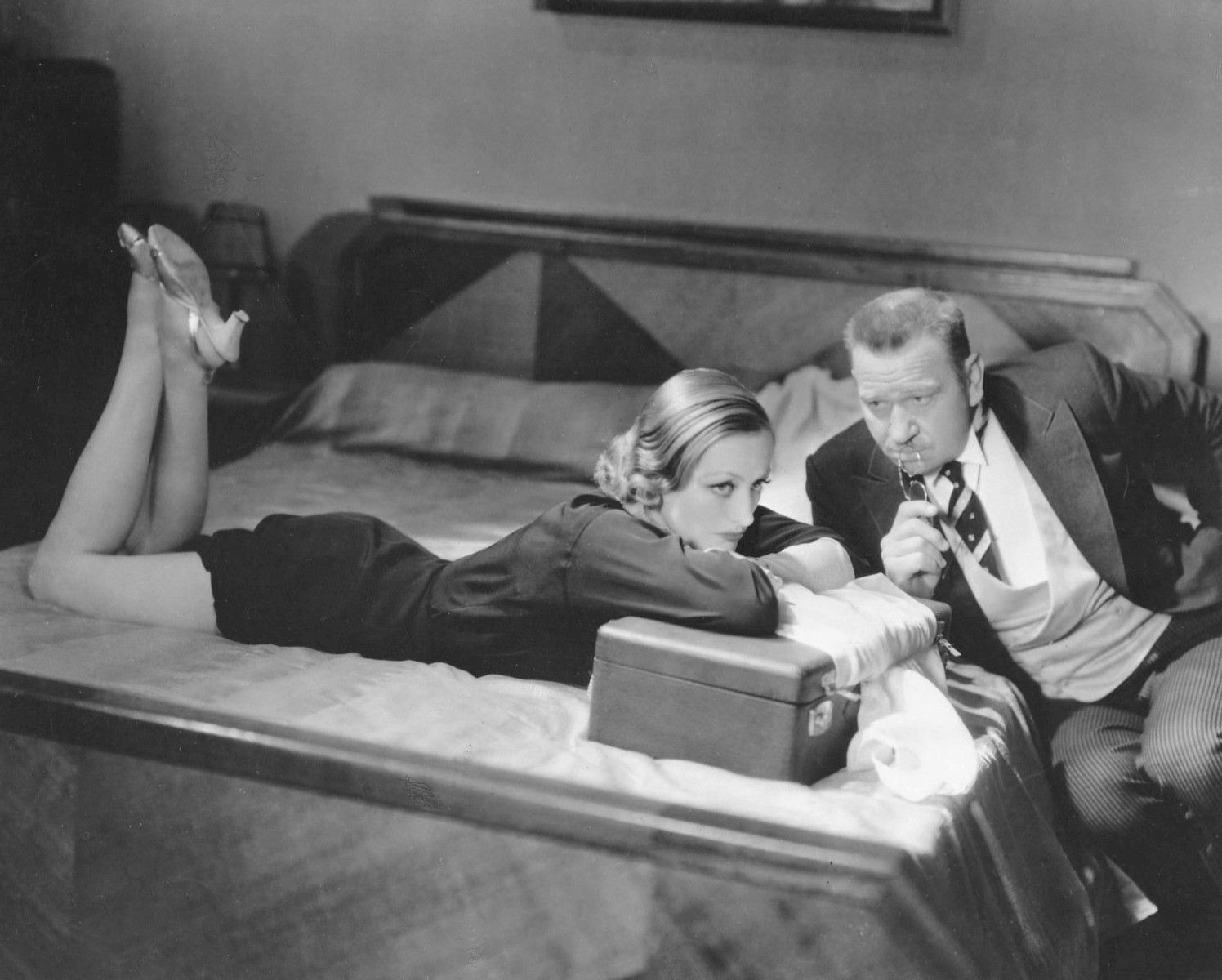
Joan Crawford en Wallace Beery

De Amerikaanse filmstudio Metro-Goldwyn-Mayer had zijn zinnen gezet op het Duitse boek en financierde de toneelversie ervan om de rechten te bemachtigen, samen met een extra bedrag van $35.000. Er werd beweerd dat Baum ook meewerkte aan de verfilming, maar haar bijdrage werd nooit bevestigd. Voor de rolbezetting werden talloze acteurs overwogen. Op verscheidene momenten werd aangekondigd dat Clark Gable, Jimmy Durante, Buster Keaton en George E. Stone waren gekozen. Het was hierbij bekend dat Keaton de rol van Kringelein zou vertolken. Regisseur Edmund Goulding stond hier achter, maar producent Irving Thalberg was tegen dit idee.
De regisseur Goulding en de producenten Thalberg en Paul Bern kwamen in december 1931 voor het eerst bijeen. Thalberg had het toneelstuk in mei datzelfde jaar gezien en maakte duidelijk dat hij het verhaal iets wilde aanpassen. Het belangrijkste van het scenario vond hij dat de kijker in staat werd gesteld zich in te leven in de personages. Thalberg nam de rolverdeling zeer serieus, omdat hij hoopte verscheidene acteurs een comeback te laten maken. De Grote Depressie had inmiddels een dieptepunt bereikt en veel acteurs hadden moeite met het krijgen van filmrollen. Daarnaast had hij er zijn persoonlijke doel van gemaakt de cinema opnieuw populair te maken in deze zware tijden.
Al vanaf het begin was duidelijk dat de vrouwelijke hoofdrollen vervuld zouden worden door Greta Garbo en Joan Crawford. Op een gegeven moment leek het ook dat Norma Shearer de stenografe zou spelen, maar zij wees de rol af, op aanraden van haar fans. Crawford accepteerde de rol, op voorwaarde dat ze in plaats van één, twee jurken mocht dragen. Garbo wilde de rol aanvankelijk niet spelen, omdat ze dacht dat ze op 27-jarige leeftijd te oud was om een ballerina te spelen. Thalberg vond de twee vrouwen in de film erg belangrijk en droeg Goulding op om ervoor te zorgen dat ze tussen alle mannen zouden opvallen.
Thalberg overwoog Gable, Robert Montgomery, John Barrymore, Edmund Lowe en Ramón Novarro voor de rol van Garbo's geliefde. Garbo gaf zelf de voorkeur aan haar partner John Gilbert, maar studiobaas Louis B. Mayer had persoonlijke problemen met de acteur en sloot onmiddellijk uit dat hij een bijdrage zou leveren aan Grand Hotel. Ook Thalberg was niet enthousiast over Gilbert, omdat al zijn films sinds de komst van de geluidsfilm waren geflopt en hij zijn stem niet geschikt vond voor het personage. Thalberg besloot persoonlijk aan Gilbert te vertellen dat hij de voorkeur had gegeven aan John Barrymore.
Lang werd gedacht dat Gable de rol van Preysing zou vertolken, maar de filmmakers gaven die rol uiteindelijk aan Wallace Beery, hoewel zij niets te maken wilde hebben met de film. De rol van Kringelein was volgens geruchten bestemd voor Keaton, maar ging uiteindelijk naar Lionel Barrymore, de broer van John. De acteurs voor de bijrollen werden ook met zorg gekozen en dat leidde tot enkele problemen. Pauline Frederick was op een gegeven moment geselecteerd als Suzette, maar ze werd ernstig ziek en moest zich terugtrekken. Ze werd vervangen door Rafaela Ottiano.

### Opnamen
Beery werd tegen zijn zin ingezet in Grand Hotel en zwoer daarom iedereen tegen te werken en uit te schelden. Het maakte echter niet uit. Crawford, die in veel van haar scènes naast Beery te zien was, vertelde dat hij niet met haar om wilde gaan, maar ze liet zich niet door hem intimideren. Hij probeerde regelmatig alle aandacht naar zichzelf toe te lokken, waarna Crawford een klacht indiende. Thalberg droeg Beery uiteindelijk op om zich aan het scenario te houden. Crawfords samenwerking met de gebroeders Barrymore verliep kleurrijker. Al vanaf het begin kreeg Garbo een speciale behandeling. Ze hoefde niet 's nachts te werken en ook niet op te dagen bij de generale repetities. Daarnaast liet ze bezoekers wegsturen als er een scène met haar erin werd opgenomen.
Desondanks sprak Goulding positief over zijn samenwerking met de actrice. Hij vertelde dat ze geen regie nodig had en zich concentreerde om de rol zo goed mogelijk te spelen. Hoewel hij haar de kans ontnam samen te werken met Gilbert, was Garbo erg enthousiast om met John Barrymore te werken. Het grootste probleem was de samenwerking van Garbo en Crawford. Garbo was ervan op de hoogte dat het personage dat Crawford speelde haar een status van een sekssymbool kon opleveren en wilde niet dat ze alle aandacht zou opeisen. Om die reden vroeg ze de filmmakers of ze nooit tegelijkertijd in een scène te zien zouden zijn, zodat er geen sprake van concurrentie zou zijn. In de uiteindelijke versie zijn ze dan ook niet gezamenlijk in een scène te zien.
Daar waar Garbo vreesde voor concurrentie, keek Crawford uit naar een samenwerking met de actrice. Ze legde uit dat ze al vanaf het begin fan was van de actrice. Volgens de regisseur spraken ze regelmatig met elkaar. Anderen beweren dat Garbo haar vermeed. Crawford zou haar regelmatig benaderd hebben voor een gesprek, waarna Garbo haar negeerde. Een columnist merkte op dat er veel spanning was op de set: Crawford was erg bezorgd dat de schijnwerper niet op haar gericht zou zijn. Het aantal draaidagen liep uiteindelijk op tot 49. De verwachting was dat er schandalen en ruzies zouden uitbreken, maar Goulding vertelde dat de sfeer op de set juist kalm was.
Volgens de regisseur waren er nauwelijks hobbels tijdens de opnamen. Opmerkelijk was dat alle figuranten in de scènes in de lobby sokken over hun schoenen moesten dragen om geen herrie te maken. In februari 1932 werd de eerste versie naar de montagekamer gestuurd. Goulding probeerde editor Blanche Sewell werk te besparen door alles in chronologische volgorde op te nemen, maar omdat er zes camera's gebruikt werden, bleek het alsnog een grote klus om er een geheel van te maken. Garbo eiste dat zo veel mogelijk scènes met Crawford ingekort werden, maar Mayer was daar tegen. Toen Crawford later van Garbo's eis hoorde, reageerde ze woedend.

## Ontvangst
In maart 1932 werd een première in besloten kring gehouden in Monterey (Californië). Enkele scènes moesten hierna opnieuw gedraaid worden en werden nog diezelfde maand voltooid. Op 12 april volgde de nationale première in het Astor Theatre in New York. Deze gebeurtenis kreeg veel aandacht van de media. De film werd zeer positief ontvangen en leverde de studio een grote winst op. In de Verenigde Staten bracht hij $1.235.000 op en wereldwijd nog eens een extra $1.359.000.
Het succes had grote gevolgen voor de acteurs. Crawford werd niet langer beschouwd als een vrolijke actrice, maar had zichzelf bewezen als serieuze hoofdrolspeelster. Ondertussen steeg de populariteit van John Barrymore, die nu niet 500, maar 2000 fanmailbrieven per week ontving. Garbo had in deze periode andere dingen aan haar hoofd. Haar contract bij Metro-Goldwyn-Mayer kwam tot een einde en het was onduidelijk of ze bereid was het te verlengen.
Critici schreven vooral over Garbo en Crawford. Hoewel dit niet de bedoeling was, werden ze in recensies regelmatig met elkaar vergeleken. Menig criticus was het er over eens dat Crawford op haar best was en dat Garbo niet overtuigend speelde. Door een overvloed aan publiciteit en de hoge verwachtingen waren er ook recensenten die teleurgesteld reageerden op het eindresultaat. Kritiek ging vooral naar Garbo en Beery, terwijl Lionel Barrymore de gunstigste recensies kreeg. De film was de eerste met meer dan twee bekende namen, wat kenmerkend werd voor de mozaïekfilm. Metro-Goldwyn-Mayer merkte het succes ervan en begon al snel met het maken van een volgende mozaïekfilm, Dinner at Eight (1933).
Grand Hotel wordt beschouwd als een van de succesvolste films uit de beginjaren van de jaren 30. Het is tot op het heden de enige film die een Academy Award voor Beste Film won en in geen enkele andere categorie werd genomineerd. De film werd in de jaren die erop volgden regelmatig gebruikt als uitgangspunt voor parodieën, zoals Transatlantic Merry-Go-Round (1934). In 1945 bracht Metro-Goldwyn-Mayer een remake uit onder de titel Week-End at the Waldorf. In 1989 volgde een musicaluitvoering, die meer dan 1000 keer werd opgevoerd op Broadway. Garbo's uitspraak I want to be alone werd in 2005 door de American Film Institute erkend als een van de 100 beste filmcitaten ooit.